# Piccolo grande amore
Piccolo grande amore es una película italiana de 1993 dirigida por Carlo Vanzina cuya historia transcurre principalmente en la isla de Cerdeña.

## Trama
Sofía, princesa de Liechtenhaus, un pequeño país imaginario del centro de Europa, hija del príncipe Maximiliano y huérfana de madre, se ve obligada a casarse con el príncipe Federico de Sajonia para afrontar los problemas financieros de su país. Contraria a un matrimonio sin amor, la chica decide huir a un resort turístico en Cerdeña de forma anónima bajo el nombre de Lisa donde es contratada como camarera y donde conoce a Marco, de quien termina enamorándose. Tras superar diferentes obstáculos, la pareja consigue casarse.

## Reparto
- Barbara Snellenburg como la princesa Sofía.
- Raoul Bova como Marco.
- David Warner como el príncipe Max.
- Susannah York como la reina Cristina.
- Paul Freeman como el conde Otto von Dix.
- Catherine Schell como la condesa von Dix.
- Liz Smith como la Reina Madre.
- Jessica Simpson como la princesa Astrid.
- Marc Sinden como el capitán Benadotti.
- Alessio Avenali como Rafael Botero.
- Bettina Giovannini como Olivia.
- Francesca Ventura como Rita.
- Godfrey James como Franz.
- Adam Barker como el príncipe Federico
- Julian Rhind-Tutt
- Sarah Alexander como Ursula.
- Virginie Marsan como Laura.
- Tilly Blackwood como princesa.
- Shane Rimmer como el señor Hughes.
- Franco Diogene
- Jason Morell

## Producción
Como sucede con otras películas de Vanzina, se realizó para la misma una versión televisiva más larga que, en al menos una ocasión, se emitió por el canal Italia 1. Entre las escenas añadidas, la versión televisiva contaba con un diálogo entre la protagonista y su niñera, el encuentro nocturno con un grupo de ecologistas en la playa (interpretados por Chiara Sani y Gianluigui Ghione) y una escena en la que la condesa von Dix revela a su hermano, el rey Maximiliano, su infidelidad. Esta última versión se encuentra disponible en DVD gracias a la distribución de Medusa Film en 2010 y a la de Mustang Entertainment en 2013.
La película se rodó principalmente en Cerdeña aunque algunas escenas se filmaron en Viena.

## Banda sonora
- Would I Lie to You? de Charles & Eddie
- What Is Love de Haddaway
- Caribbean Blue de Enya
- Right Here Waiting de Richard Marx
- Come On (And Do It) de F.P.I. Project
- Hot Hot Hot de Arrow
- Sweet Harmony de The Beloved
- More and More de Captain Hollywood
- All That She Wants de Ace of Base

## Recepción
La película consiguió una recaudación de 3538303000 de liras.
- Datos: Q3927790